# Jean-Paul Poirier
Pour les articles homonymes, voir Poirier (homonymie).
Jean-Paul Poirier, né le 13 mai 1935, est un physicien français, membre de l'Académie des sciences.

## Biographie et travaux
J.-P. Poirier est ingénieur de l'École centrale Paris (1959), Master of Sciences (Massachusetts Institute of Technology) en 1960, docteur ès sciences (1971). Il a été ingénieur au Commissariat à l'énergie atomique (CEA) de 1963 à 1978  et physicien à l'Institut de physique du globe de Paris (IPGP) de 1978 à 2003 où il crée le Laboratoire des Géomatériaux.
Il est élu membre de l'Academia Europaea en 1993. Il est correspondant de l'Académie des sciences en 1994, et élu membre en octobre 2002. Il est élu au Bureau des longitudes , depuis 1996 et membre de l'Académie nationale d'Histoire de l'Équateur.
Il a travaillé sur les propriétés physiques de la Terre profonde (manteau inférieur et noyau) et s’intéresse à la sismologie historique.

## Quelques publications récentes
- Poirier, J.P. & T.J. Shankland (1993) Dislocation melting of iron and the temperature of the inner core, revisited, Geophys. J. Int.,  115, 147-151.
- Poirier, J.P. Light elements in the Earth's outer core: a critical review, Phys. Earth Planet. Interiors, 85,(1994) 319-337.
- Poirier, J.P. & A. Tarantola A. logarithmic equation of state, Phys. Earth Planet. Interiors, 109,(1998) 1-8.
- Poirier, J.P. & G.D. Price Primary slip system of e-iron and anisotropy of the inner core, Phys. Earth Planet. Interiors, 110, (1999) 147-156.
- Poirier, J.P. Electrical Earthquakes : A short-lived Theory in the 18th Century, Earth Sciences History 35, (2016) 283-302.
- Poirier, J.P. Le grand séisme de Huaxian (1556) : quelques documents chinois, C.R. Geosciences 349, (2017) 49-52.
- Poirier, J.-P., Saints as protectors against earthquakes in popular culture in Italy and Latin America, Earth Sciences History 37, (2018) 157-164.
- Guidoboni, E., Poirier, J.-P., The oscillatory seismic motion and the daily motion of the Earth i Francesco Travagini's Physica disquisitio (1669). Earth Sciences History 37, (2018) 165-176.

## Ouvrages
- 1991 : Les Profondeurs de la Terre, Masson, coll. « Cahiers des sciences de l'univers », 1997, 2e éd. (ISBN 978-2225852237)
- 1995 : Le Minéral et le Vivant, Ed. Fayard
- 1996 : Le Noyau de la Terre[5], Ed. Flammarion, coll. « Dominos »
- 1997 : Le Trésor : dictionnaire des sciences (collectif, Flammarion).
- 1998 : La Terre, mère ou marâtre ? éd. Flammarion
- 1999 : Ces pierres qui tombent du ciel, éd. Le Pommier,
- 2001 : Mystification à l'Académie des sciences, éd. Le Pommier
- 2002 : Antoine d'Abbadie, éd. Académie des sciences
- 2004 : Quand la terre tremblait, éd. Odile Jacob -  (ISBN 978-2-7381-1370-2)
- 2005 : Le tremblement de terre de Lisbonne, éd. Odile Jacob -  (ISBN 2-7381-1666-3)
- 2008 : L'abbé Bertholon - Un électricien des Lumières en province[6], Ed. Hermann  -  (ISBN 978 2 7056 6728 3)
- 2009 : A. Aspect, R. Balian, G. Bastard, J.P. Bouchaud, B. Cabane, F. Combes, T. Encrenaz, S. Fauve, A. Fert, M. Fink, A. Georges, J.F. Joanny, D. Kaplan, D. Le Bihan, P. Léna, H. Le Treut, J-P Poirier, J. Prost et J.L. Puget, Demain la physique, (Odile Jacob, 2009)  (ISBN 9782738123053)
- 1985, 1991] : Creep of Crystals, Cambridge University Press.
- 1991, 2000 : Introduction to the Physics of the Earth's Interior, Cambridge University Press.
- 2009 : Antoine d'Abbadie - Voyageur et physicien du globe au XIXe siècle, éd. Hermann.
- 2010 : Jean-Baptiste Biot, un savant méconnu, Hermann.
- 2014 : Une brève histoire du magnétisme, Belin. (avec L.-L. Le Mouël).
- 2015 : Fernand de Montessus de Ballore (1851-1923) pionnier français de la science des tremblements de terre, Hermann.
- 2017 : La catastrophe de la Montagne Pelée (1902), un autre regard, L’Harmattan.
- 2018 : Le grand tremblement de terre de Calabre et de Messine (1783), L’Harmattan.